# Ateloplus splendidus
Ateloplus splendidus är en insektsart som beskrevs av Morgan Hebard 1934. Ateloplus splendidus ingår i släktet Ateloplus och familjen vårtbitare. Inga underarter finns listade i Catalogue of Life.